# خاچاطور مالومیان
خاچاطور مالومیان (ارمنی: Մալումյան Խաչատուր) با نام مستعار اِ. آکنونی (ارمنی: Է. Ակնունի; زاده ۱۸۶۳ – درگذشته ۱۹۱۵) روزنامه‌نگار و کنشگر فعال جنبش آزادی‌بخش ملی ارمنی بود. وی در جریان نسل‌کشی ارمنی‌ها توسط حکومت ترکان جوان عثمانی کشته شد.
وی تحصیلات ابتدایی را در تفلیس در مدرسه نرسیسیان (۱۸۸۳) کسب نمود. مالومیان در دانشگاه ژنو تحصیل نمود جایی که با کریستاپور میکائلیان دوست صمیمی شد و در نشریه‌اش درُشاک (پرچم) با وی همکاری نمود.